# Kehinde Wiley

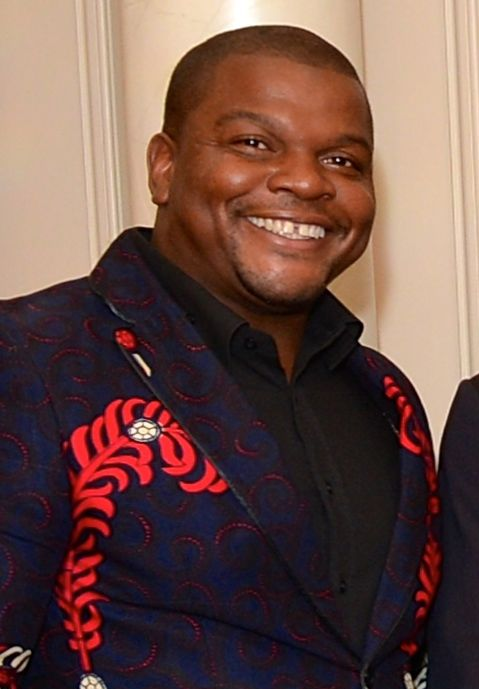
Kehinde Wiley in 2015

Kehinde Wiley (1977) is een Amerikaanse portretschilder. 

## Biografie
Kehinde Wiley is de zoon van een Nigeriaanse vader en Afro-Amerikaanse moeder. Hij groeide op bij zijn moeder in de USA en bezocht zijn vader toen hij 20 jaar was in Nigeria. Wiley behaalde in 1999 een Bachelor of Fine Arts aan de San Francisco Art Institute en in 2001 een Master of Fine Arts aan de School of Arts van de Yale Universiteit.
Wiley is bekend van zijn naturalistische schilderijen van zwarte mensen in een geornamenteerde decors. Hij schilderde ook diverse beroemdheden, zoals  Ice T, en de officiële portretfoto van president Obama. In Nederland exposeerden o.a. Moco Amsterdam en Kunsthal Kade werk van hem. 
In 2024 werd hij door vier mannen aangeklaagd wegens aanranding, verkrachting en seksueel grensoverschrijdend gedrag, waarna diverse musea tentoonstellingen met zijn werk staakten.
Het Museum Van Loon in Amsterdam bracht in 2025 een tentoonstelling van hem, met portretten van Surinaamse mannen tegen een bloemenrijke achtergrond. Ze contrasteren met de portretten van koloniale ondernemers, die het vaste patrimonium van het museum uitmaken.  

## Prijzen
- 2015 - Medal of Arts Lifetime Achievement Awards

- Bibsys: 12042086
- Gemeinsame Normdatei: 130090603
- International Standard Name Identifier: 0000 0000 7872 5731
- Library of Congress Control Number: no2008013883
- Nationale Bibliotheek van Israël: 987007291104705171
- Nederlandse Thesaurus van Auteursnamen: 392856638
- RKD-Nederlands Instituut voor Kunstgeschiedenis: 335890
- SNAC: w6dj6stm
- Système universitaire de documentation: 151197563
- Union List of Artist Names: 500126014
- Virtual International Authority File: 3570570
- WorldCat: E39PBJwHdBb9DW3DqdH7qDY773